# 白井康彦
白井 康彦（しらい やすひこ、1958年 - ）は、日本のフリージャーナリスト、社会運動家。元中日新聞社社員。

## 経歴
愛知県名古屋市に生まれる。
私立東海高等学校卒。一橋大学在学中の1980年、日本将棋連盟大学将棋において学生名人となる。
大学卒業後、中日新聞社に入社。消費者問題や貧困問題の取材に注力した。東京本社経済部、名古屋本社経済部、名古屋本社生活部、岐阜支社報道部などを経て、2010年8月より名古屋本社生活部編集委員となった。2018年に退社。
その後はフリージャーナリストとして、社会保障政策に関する執筆を行っている。また社会運動家として、2013年の生活扶助基準引き下げの取り消しを求める集団訴訟いのちのとりで裁判に深くかかわり、厚生労働省が提示した「生活扶助相当CPIに含まれる不適切な計算の実態を解明して社会の関心を高める活動を行っている。、

## 著書

### 単著
- 『誰でもわかる「物価偽装」教室』風媒社　2022

### 共著・編著
- 『生活保護削減のための物価偽装を糾す! ―ここまでするのか! 厚労省』編著　あけび書房　2014　（対談：森永卓郎 ）
- 『いのちのとりで裁判に学ぶ わたしたちの「生活保護」』監修　風媒社　2021 （編著:石黒好美）

### 論文
- 三輪佳子, & 白井康彦. (2019). 厚生労働省 「生活扶助相当 CPI」 に関する批判的言説, 計算方式, および使用された数値の検討. Core Ethics: コア・エシックス= Core Ethics: コア・エシックス, (15), 197-209.